# 1919
1919 (MCMXIX) fue un año común comenzado en miércoles según el calendario gregoriano.

## Acontecimientos

### Enero
- 1 de enero: en Alemania, Rosa Luxemburgo, Karl Liebknecht y Wilhelm Pieck fundan el Partido Comunista alemán.
- 2 de enero: el ejército checoslovaco toma la ciudad de Bratislava.
- 3 de enero: entra en circulación el Sello de Verigar, primer sello del Reino de los Serbios, Croatas y Eslovenos, aunque había sido creado para el Estado de los Eslovenos, Croatas y Serbios.
- 5 de enero: se funda el Partido Alemán de los Trabajadores (DAP), al que más tarde perteneció Adolf Hitler y al que este cambiaría su nombre por el de NSDAP (Partido Nacionalsocialista Alemán de los Trabajadores).
- 6 de enero: en Alemania fracasa un levantamiento comunista (espartaquista) dirigido por Karl Liebknecht y Rosa Luxemburgo.
- 7 de enero: en Buenos Aires se agrava la situación gremial de los talleres Vasena; comienza la «Semana Trágica».
- 15 de enero: 
  - El gobierno alemán asesina a Rosa Luxemburgo y Karl Liebknecht, dirigentes de la Liga Espartaquista y de la fallida Revolución Alemana.
  - En Boston (Estados Unidos) explota un tanque con melaza de 15 m de altura y 27 m de diámetro; dejando un saldo de 21 muertos y 150 heridos («Desastre de la melaza en Boston»).El Desastre de la melaza en Boston.

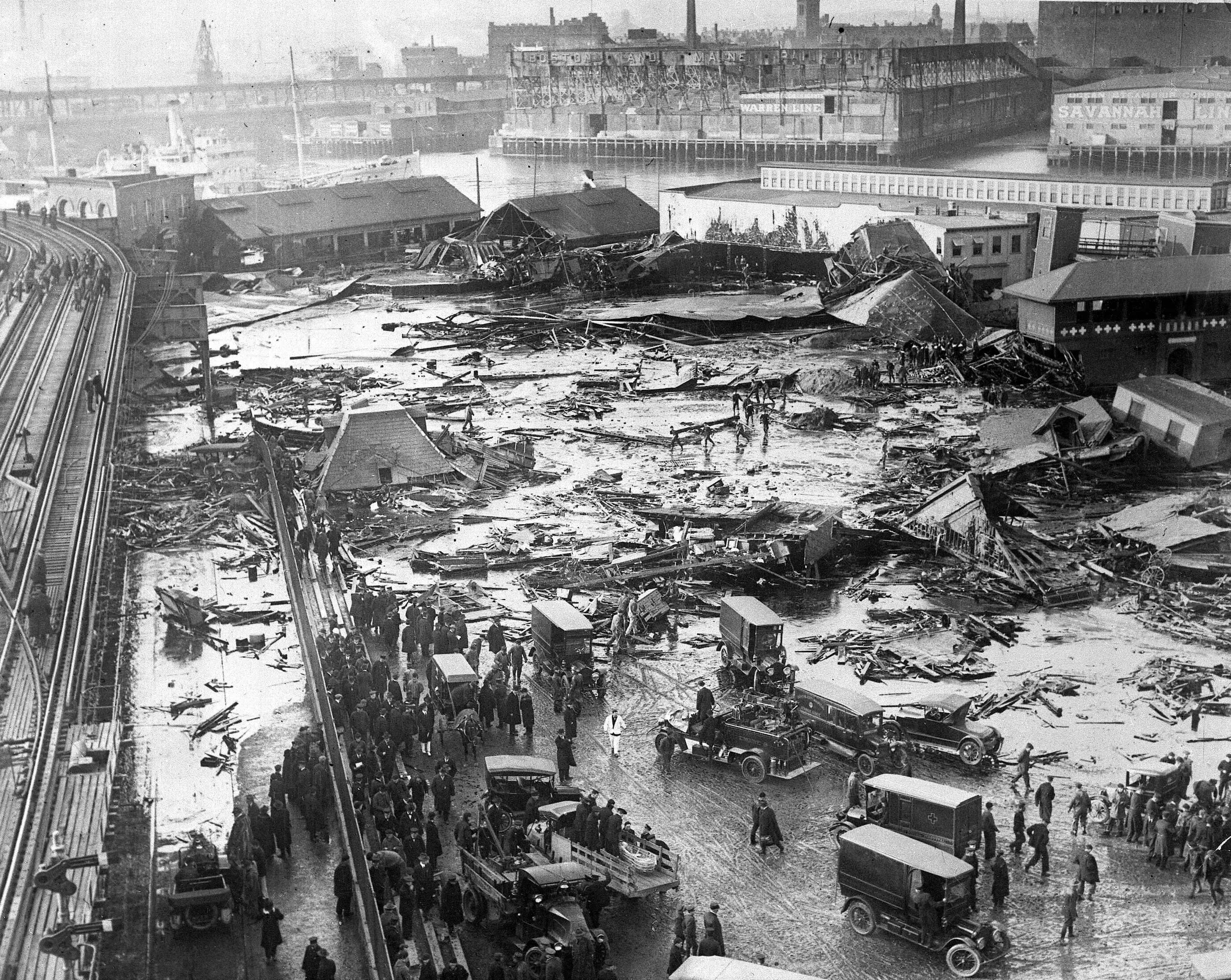
El Desastre de la melaza en Boston.

- 18 de enero: en París comienzan las sesiones de la Conferencia de Paz.
- 25 de enero: se funda en París la Sociedad de Naciones.

### Febrero
- 3 de febrero: fuerzas soviéticas ocupan Ucrania y se forma en Kiev un Gobierno mixto.
- 5 de febrero: 
  - En Barcelona se inicia la huelga de La Canadiense.
  - David W. Griffith, Charles Chaplin, Douglas Fairbanks y Mary Pickford, forman United Artists.
- 6 de febrero: en Luxemburgo las mujeres obtienen el derecho de voto a partir de los 21 años.
- 11 de febrero: en Alemania, tras vencer en las urnas, Friedrich Ebert se convierte en el primer presidente de la República de Weimar.
- 16 de febrero: se prorroga el tratado de armisticio entre Alemania y los Aliados, quienes fijan provisionalmente la línea fronteriza entre Alemania y Polonia, por lo que Posen (Poznan) se convierte en polaca, y Prusia Occidental permanece en el Reich alemán.
- 19 de febrero: 
  - En Francia, el anarquista Louis Cottin atenta infructuosamente contra Georges Clemenceau, presidente del Consejo de Ministros.
  - En la revista Grecia y diversos periódicos aparece el Manifiesto Ultraísta, firmado por Guillermo de Torre y Pedro Garfias, entre otros.
- 21 de febrero: 
  - En Barcelona se declara una huelga general, iniciada por la protesta de los trabajadores de la empresa La Canadiense.
  - Kurt Eisner (primer ministro de la República de Baviera) es asesinado.

### Marzo
- 1 de marzo: 
  - Los coreanos se manifiestan en favor de la independencia nacional y los japoneses, ocupantes del país, matan a 7000 personas y detienen a otras 200.000 como medida de escarmiento.
  - En Italia los fascistas fundan las primeras agrupaciones de combate.
- 3 de marzo: el Gobierno de Polonia pide a Alemania la reconstitución de las fronteras polacas de 1722.
- 4 de marzo: los rusos fundan el Komintern o Internacional Comunista.
- 18 de marzo: se funda el Valencia Club de Fútbol.
- 22 de marzo: Hungría proclama la República Soviética Húngara.
- 23 de marzo: en Milán (Italia), el político italiano Benito Mussolini funda un partido fascista: Associazione Nazionale dei Fasci Italiani di Combattimento.

### Abril

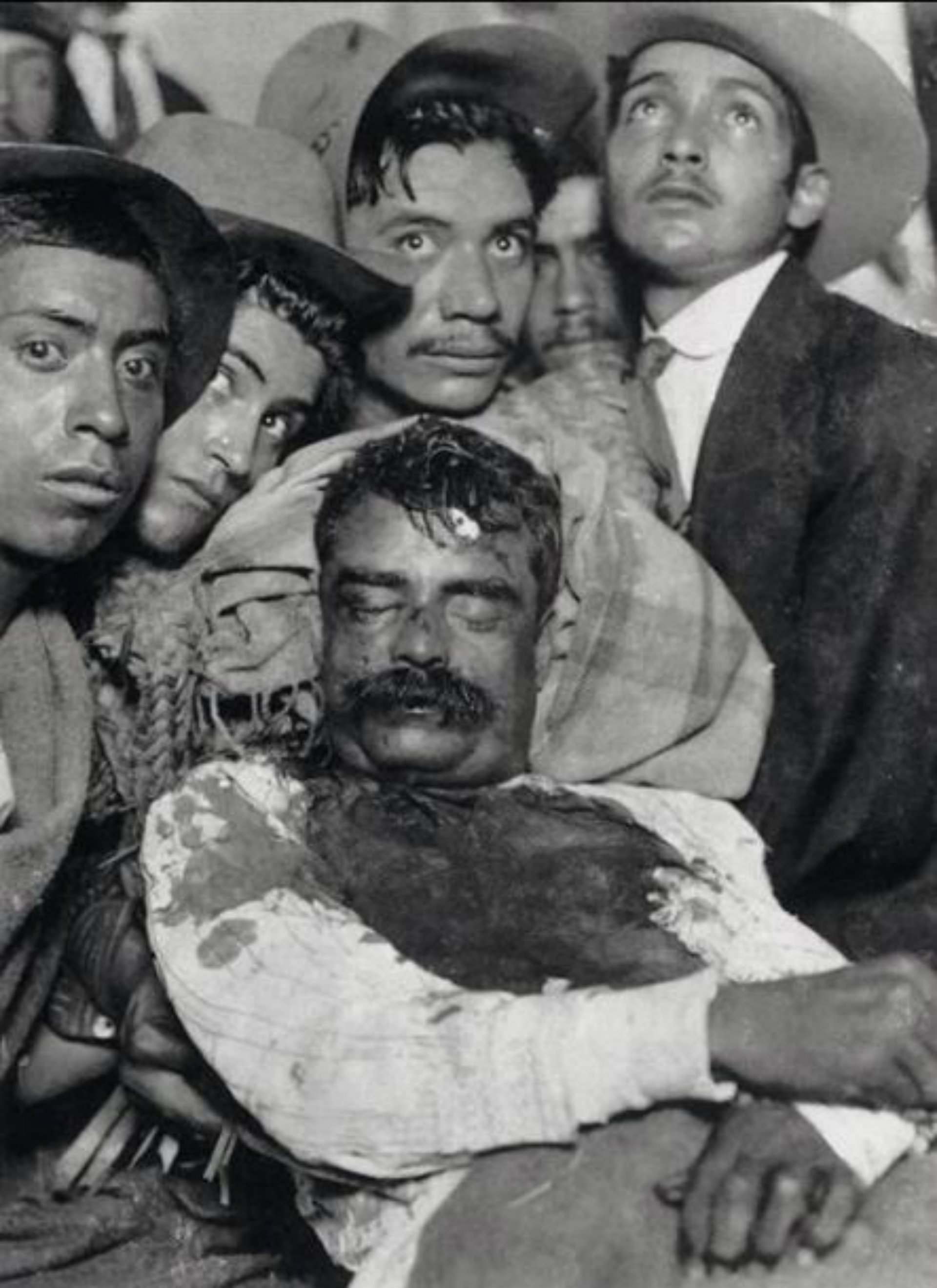
El 10 de abril de 1919 fue asesinado Emiliano Zapata

- 1 de abril: en la ciudad de Oruro (Bolivia) se funda el periódico La Patria.[1]
- 2 de abril: en España es detenido Ángel Pestaña, director del periódico Solidaridad Obrera.
- 7 de abril: en Bélgica 160 000 mujeres firman una petición por el sufragio universal a los 21 años.
- 10 de abril: en México, Emiliano Zapata muere en una emboscada del Gobierno.
- 11 de abril: durante el marco de las negociaciones del Tratado de Versalles, es fundada la Organización Internacional del Trabajo.
- 13 de abril: en Amritsar (India) las fuerzas invasoras británicas al mando de Reginald Dyer perpetran la masacre de Amritsar: ametrallan a una multitud de miles de hombres, mujeres y niños sijes, hinduistas y musulmanes desarmados, que estaban reunidos en el jardín de Jallianwala para el festival de Vaisakhi (Año Nuevo). Son asesinados unos 1800, y quedan varios miles de heridos.
- 15 de abril: en Perú, se inaugura la primera escuela de Bellas Artes
- 15 de abril: es capturado y ejecutado el general Aureliano Blanquet en Veracruz.
- 16 de abril: Mahatma Gandhi anuncia un día de «oración y ayuno» en respuesta a la matanza de Amritsar (India).

### Mayo
- 2 de mayo: se crea el Ejército Rojo Húngaro, en la República Soviética Húngara, para defender a la recién fundada nación.
- 4 de mayo: En Pekín, (China), una manifestación nacionalista contra la transferencia de los intereses alemanes a Japón señaló una nueva etapa de desarrollo en la revolución democrático-burguesa antiimperialista y antifeudal de China, conocido como el "Movimiento del Cuatro de Mayo".
- 6 de mayo: comienza la tercera guerra anglo-afgana.
- 7 de mayo: en Papúa Nueva Guinea se registra un terremoto de 8,2 y un tsunami causando muchos daños.
- 11 de mayo: Comienza la III Edición de Copa América en Brasil.
- 14 de mayo: en Chile se funda la Universidad de Concepción
- 20 de mayo: La República Soviética Húngara invade a Checoslovaquia, para recuperar territorios perdidos tras la disolución del imperio Austrohúngaro
- 29 de mayo: 
  - Se confirma la teoría de la relatividad de Einstein[2]
  - En Río de Janeiro (Brasil), Finaliza la Copa América y la Selección Brasil se proclama campeón por primera vez tras ganarle por la mínima diferencia 1-0 a la Selección Uruguay.
- 30 de mayo: en Argentina se funda la revista deportiva El Gráfico. Actualmente es la publicación deportiva más antigua del país.

### Junio
- 8 de junio: Tropas Polacas toman la ciudad de Halicz en la República Popular Ucraniana , la cual sería una ciudad sumamente importante estratégicamente durante la Guerra Polaco-Ucraniana
- 15 de junio: finaliza el primer vuelo transatlántico realizado por John William Alcock y Arthur Whitten Brown.
- 16 de junio: se funda la República Soviética Eslovaca , la cual fue un estado satélite de la República Soviética Húngara, tras la invasión de Checoslovaquia.
- 18 de junio: en Alajuela (Costa Rica) se funda uno de los clubes más grandes de ese país, la Liga Deportiva Alajuelense.
- 28 de junio: 
  - En París (Francia) se firma el Tratado de Versalles.
  - Se establece la Organización Internacional del Trabajo (OIT) como agencia de la Sociedad de Naciones.
  - Se retiran las tropas Húngaras en la República Soviética Eslovaca

### Julio
- 2 de julio: Comienza una ofensiva Polaca en contra de soldados Ucranianos en la región de Galitzia, liderada por general Józef Haller, en la Guerra Polaco-Ucraniana
- 4 de julio: En Perú, el presidente José Pardo es derrocado y se da inicio a lo que se conoce como "Oncenio de Leguía".
- 7 de julio: Se disuelve y cae la República Soviética Eslovaca, para volver a ser parte de Checoslovaquia
- 11 de julio: El parlamento de la República de Weimar, se reuniría para discutir sobre la Constitución que se estaba llevando a cabo en el país.Todo esto después del fin de la Primera Guerra Mundial y la caída del Imperio Alemán
- 14 de julio: En Francia, se hace el desfile de la Victoria en París, tras el triunfo que obtuvieron de la Primera Guerra Mundial
- 17 de julio: En la República de China, el Gobierno destituye algunos Ministros Pro-Japoneses para aliviar las protestas que se vivían en el país desde mayo.
- 18 de julio: En el Imperio Otomano sea crea una comisión para investigar las violencias cometidas por el ejército griego en mayo de 1919, en la ciudad de Esmirna, tras el inicio de la guerra greco-turca.
- 19 de julio: En Guanacaste (Costa Rica) seguidores del dictador Pelico Tinoco queman vivo al maestro salvadoreño Marcelino García Flamenco (30). Tinoco será derrocado el 20 de agosto.

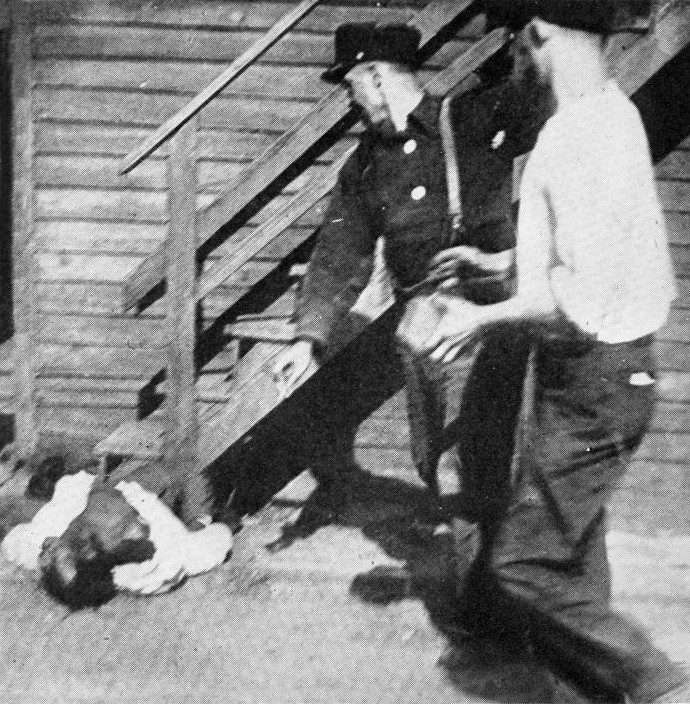
Dos jóvenes blancos rematan a un afroestadounidense durante los disturbios de Chicago.

- 20 de julio: En la ciudad de Ekaterinoslav (actual Dnipro en Ucrania ), las tropas del Ejército Blanco durante la guerra civil rusa, hacen represalias contras Comunistas y Judíos,  tras haberlos acusados de haber colaborado con el Ejército Rojo y también con los Bolcheviques.
- 27 de julio: En la ciudad de Chicago (Estados Unidos) ―en el marco del apartheid que durará hasta 1968 en ese país―, comienzan los disturbios raciales de Chicago, que terminarán una semana después con un saldo de 23 afroestadounidenses y 15 blancos asesinados.
- 28 de julio: En Brasil, el presidente Delfim Moreira, renuncia tras haber estado menos de 1 año en el poder.
- 29 de julio: Tropas Rumanas cruzan Tisza y se dirigen a Budapest, para acabar con el gobierno comunista de la República Soviética Húngara, todo esto en el contexto de la guerra hungaro-rumana

### Agosto
- 6 de agosto: en Milpa Alta (México), los generales Everardo González, Manuel Palafox y Tomás García, entre otros, proclaman el Plan de Milpa Alta.
- 11 de agosto: fallece Andrew Carnegie, industrialista, empresario y filántropo estadounidense, considerado la segunda persona más rica de la historia según la revista Forbes.
- 12 de agosto: en Costa Rica el dictador Pelico Tinoco abandona el país con 100 000 dólares (equivalente a varios millones de dólares actuales) tras una huelga generada por el asesinato del maestro salvadoreño Marcelino García Flamenco (30), quemado vivo por sus esbirros.
- 17 de agosto: en el mar Caribe sucede el Huracán de los Cayos, en el que murieron 408 personas que emigraban hacia Cuba desde las islas Canarias
- 27 de agosto: en Moscú (Unión Soviética), el Consejo de Comisarios del Pueblo adoptó un decreto sobre la nacionalización de la producción cinematográfica nacional. Todas las sociedades anónimas quedaron bajo el control del Comisariado del Pueblo de Educación de la RSFSR (República Socialista Federativa Soviética de Rusia). Sobre la base de este decreto, por resolución del Comisariado del Pueblo de Educación del 18 de septiembre de 1919, se creó el VFKO (Departamento Panruso de Foto y Cinematografía), al que se transfirió todo el trabajo foto y cinematográfico dentro de la RSFSR.
- 31 de agosto: en Hungría, el fracaso económico y la invasión de las tropas rumanas provoca la caída del dictador húngaro Bela Kun.
- Irán: un Acuerdo Anglo-Persa propuesto por el aristócrata británico George Curzon establece condiciones asimilables a las de un «protectorado» británico sobre Irán.

### Septiembre
- 10 de septiembre: en Yvelines (Francia) se firma el Tratado de Saint-Germain
- 12 de septiembre: en Alemania, Adolf Hitler asiste como observador a un mitin del DAP. Durante la tertulia con la que finalizaba el acto, tomó la palabra para rebatir los argumentos de un separatista bávaro. Su elocuencia y argumentos llamaron la atención de los dirigentes del partido y le pidieron que se afiliase.
- 15 de septiembre: Es creada la Sociedad Panameña de Ingenieros y Arquitectos, SPIA, entidad profesional con personería jurídica, sin fines de lucro, con sede en la República de Panamá. La SPIA reúne a los profesionales panameños de la ingeniería y la arquitectura, teniendo entre sus propósitos el mejoramiento técnico y el éxito profesional de sus miembros, dentro de las reglas más estrictas de la ética, poniendo al servicio de la Patria, los saberes y conocimientos de estos profesionales.
- 28 a 29 de septiembre: en Omaha (Estados Unidos) ―en el marco del racismo en Estados Unidos que terminará recién en 1968― suceden los disturbios raciales de Omaha de 1919.

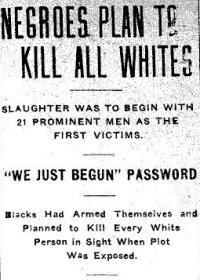
Una noticia publicada en un periódico durante la matanza de Elaine: «Los negros planean matar a todos los blancos. La masacre estaba planeada que comenzara con el asesinato de 21 hombres prominentes como primeras víctimas».

- 30 de septiembre: en la aldea de Elaine (estado de Arkansas) ―en el marco del racismo en Estados Unidos que durará hasta 1968― sucede la Matanza de Elaine: mueren entre 100 y 200 afroestadounidenses y 5 blancos.

### Octubre
- 7 de octubre: en los Países Bajos se funda la aerolínea KLM que se convertiría en la primera aerolínea del mundo.
- 17 de octubre:
  - En España, el rey Alfonso XII inaugura oficialmente la primera línea del metro de Madrid.
  - En Argentina (Santa Fe), se crea la Facultad de Química Industrial y Agrícola, junto con la Universidad Nacional del Litoral, y con ella la carrera de Ingeniería Química, primera de su tipo en Latinoamérica.
- 29 de octubre: se aprueba en Washington el Convenio de la OIT que limita las horas de trabajo en la industria a ocho diarias y cuarenta y ocho semanales.

### Noviembre
- 11 de noviembre: en Alemania se dicta la Constitución de Weimar.
- 19 de noviembre: el Tratado de Versalles no obtiene el voto de ratificación en el Senado de Estados Unidos. Nunca será ratificado por los Estados Unidos.
- 19 de noviembre: en Turquía, un terremoto de 7,0 deja al menos 3.000 muertos y 16.000 heridos.
- 27 de noviembre: en Altos del Sena (Francia) se firma el Tratado de Neuilly

### Diciembre
- 5 de diciembre: se funda en Barranquilla (Colombia), la primera aerolínea de América y la segunda aerolínea a nivel mundial, SCADTA que más tarde se convertiría en Avianca.
- 9 de diciembre: se estrena el film Feline Follies, siendo la primera aparición oficial del El gato Félix.
- 22 de diciembre: en Estados Unidos, el ministro de Justicia, Palmer, ordena la detención de miembros comunistas y anarquistas ante el temor de que se produzcan desórdenes.

### Sin fecha conocida
- Bélgica adquiere Ruanda y Burundi.
- Afganistán se proclama estado independiente.
- En Pekín se desata una manifestación de estudiantes.
- Estatuto de la Sociedad de Naciones.
- En Anekal (India), el sanscritólogo Pandit Subbaraya Shastry (1866-1940), empieza a componer mediante la mediumnidad el Vaimanika-shastra (escritura acerca de las naves voladoras vimana); después afirmará que es un «texto antiquísimo compuesto por el sabio Bharadwash».

## Música
- Manuel de Falla: El sombrero de tres picos.
- Antón Rubinstein: Fantasía bética (estrenada en Nueva York el año siguiente).
- El ingeniero ruso León Teremín inventa el instrumento musical electrónico teremín.

## Arte y literatura
- Sherwood Anderson: Winesburg, Ohio.
- André Breton y Philippe Soupault: Los campos magnéticos.
- Hermann Hesse: Demian.
- Federico García Lorca: El maleficio de la mariposa.
- Franz Kafka: Un médico rural, En la colonia penitenciaria.
- Juan Ramón Jiménez: Piedra y cielo.
- W. Somerset Maugham: La Luna y seis peniques.
- Virginia Woolf: Noche y día.
- Ramón María del Valle-Inclán: Divinas palabras.
- W. Gropius, arquitecto alemán y otros fundan en Weimar la Bauhaus (escuela de arte moderno).

## Ciencia y tecnología
- Ernest Rutherford consigue la primera transmutación artificial de elementos con ayuda de radiaciones nucleares el átomo de nitrógeno lo convierte en átomo de oxígeno.
- Ernst Cassirer: el problema del conocimiento en la filosofía y la ciencia de hoy.
- John Maynard Keynes: Las consecuencias económicas de la paz.
- Max Scheler: La revolución de los valores.
- José Alix Martínez patenta en España la primera Olla a presión.

## Deporte
- 18 de marzo: en Valencia (España) se funda el Valencia Club de Fútbol.
- Campeonato Uruguayo de Fútbol: Nacional se consagra campeón por séptima vez.
- Se funda la Unió Esportiva Figueres.
- Se funda el Club Atlético Central Córdoba.
- Se funda el Cartagena Fútbol Club.
- Se funda la Federación Nacional de Fútbol de Guatemala.
- Se funda el Club Sportivo Desamparados de San Juan.
- 18 de junio: se funda en Alajuela (Costa Rica) la Liga Deportiva Alajuelense
- 23 de febrero: se funda el Club Sport Dos de Mayo en la ciudad de Tarma en Perú.
- 15 de mayo: se funda el América Sport Club en la ciudad de Mollendo en Perú.
- 5 de junio: se funda el Club Atlético Grau en la ciudad de Piura en Perú.
- 27 de julio: se funda el Inclán Sport Club en la ciudad de Mollendo en Perú.
- 19 de agosto: se funda el Club Sport San Martín en la ciudad de Tumbes en Perú.
- 12 de octubre: se funda el Club Atlético Ascopano en la ciudad de Ascope en Perú.
- 19 de octubre: se funda el Club Sport José Pardo en la ciudad de Tumán en Perú.
- 19 de noviembre: se funda el Club Jorge Chávez en la ciudad de Sullana en Perú.
- 8 de diciembre: Se funda el Club San Luis De Quillota en la ciudad de Quillota en Chile.

## Nacimientos

### Enero
- 1 de enero: Jerome Salinger, escritor estadounidense (f. 2010).
- 5 de enero: Severino Gazzelloni, flautista italiano (f. 1992).
- 7 de enero: Julián Gállego Serrano, historiador del arte español (f. 2006).
- 7 de enero: Menchu Gal, pintora española (f. 2008).
- 7 de enero: Alessandro Natta, político italiano (f. 2001).
- 13 de enero: Robert Stack, actor estadounidense (f. 2003).
- 14 de enero: Giulio Andreotti, político italiano (f. 2013).
- 15 de enero: Augusto Ferrando, presentador de televisión peruano (f. 1999).
- 17 de enero: Antonio Mingote, humorista gráfico español y académico de la lengua (f. 2012).
- 19 de enero: Joan Brossa, poeta y dramaturgo español (f. 1998).
- 24 de enero: Juan Eduardo Zúñiga, escritor español (f. 2020).
- 30 de enero: José Basso, pianista, director de orquesta y compositor argentino de tango (f. 1993).
- 30 de enero: Enrique Jarnés Bergua, escritor y guionista español (f. 1986).
- 31 de enero: Jackie Robinson, beisbolista estadounidense (f. 1972).

### Febrero
- 9 de febrero: Alejandro Durán, cantante, compositor y acordeonero colombiano (f. 1989).
- 10 de febrero: Syria Poletti, escritora ítaloargentina (f. 1991).
- 12 de febrero: Chola Luna, cantante argentina de tango (f. 2015).
- 12 de febrero: Forrest Tucker, actor estadounidense (f. 1986).
- 20 de febrero: Luis Bedoya Reyes, político peruano (f. 2021).
- 20 de febrero: Matilde Elena López, poetisa, ensayista y dramaturga salvadoreña (f. 2010).

### Marzo
- 11 de marzo: Mercer Ellington, músico de jazz estadounidense (f. 1996)
- 12 de marzo: Miguel Gila, humorista español (f. 2001).
- 17 de marzo: Nat King Cole, músico estadounidense de jazz (f. 1965).
- 24 de marzo: Lawrence Ferlinghetti, poeta estadounidense (f. 2021).

### Abril
- 2 de abril: Delfo Cabrera, atleta argentino (f. 1981).
- 8 de abril: Ian Smith, primer ministro de Rhodesia (f. 2007).
- 15 de abril: Alberto Breccia, historietista argentino de origen uruguayo (f. 1993).
- 17 de abril: Chavela Vargas, cantante costarricense (f. 2012).
- 18 de abril: Rolando Chaves (Dagoberto Cochia), actor y libretista argentino (f. 1995).
- 19 de abril: Antonio Amat, dirigente socialista español (f. 1979).
- 19 de abril: Adalberto de León Soto, escultor guatemalteco (f. 1957).
- 21 de abril: Rosario Sánchez Mora, miliciana republicana de la guerra civil española (f. 2008).

### Mayo
- 3 de mayo: Pete Seeger, cantante estadounidense de folk (f. 2014).
- 7 de mayo: Eva Perón, política argentina (f. 1952).
- 7 de mayo: Juan Antonio Usparitza Lecumberri, médico vasco y fundador de la Asociación de Ayuda en Carretera DYA (f. 2012).
- 10 de mayo: Eugenio Suárez Gómez, periodista español (f. 2014).
- 17 de mayo: Antonio Aguilar, cantante y actor mexicano (f. 2007).
- 18 de mayo: Margot Fonteyn, bailarina de ballet británica (f. 1991).

### Junio
- 21 de junio: Nelson Gonçalves, músico brasileño (f. 1998).
- 27 de junio: Ernesto Corripio Ahumada, cardenal mexicano (f. 2008).
- 29 de junio: Manuel Ballester Boix, químico español (f. 2005).

### Julio
- 2 de julio: Carlos Román, cantante colombiano (f. 1973)
- 6 de julio: Ernst Haefliger, tenor suizo (f. 2007).
- 8 de julio: Walter Scheel, presidente alemán  (f. 2016).
- 16 de julio: Choi Kyu-hah, presidente surcoreano (f. 2006).
- 20 de julio: Edmund Hillary, alpinista y explorador neozelandés (f. 2008).
- 21 de julio: Nuto Revelli, escritor italiano (f. 2004).
- 23 de julio: Héctor Germán Oesterheld, escritor e historietista argentino (f. 1978).
- 27 de julio: Pastor Serrador, actor argentino afincado en España (f. 2006).
- 31 de julio: Primo Levi, escritor italiano (f. 1987).

### Agosto
- 2 de agosto: Ángel Palomino Jiménez, escritor y periodista español (f. 2004).
- 8 de agosto: Óscar Hurtado, escritor de ciencia ficción cubano (f. 1977).
- 9 de agosto: Emilio Vedova, pintor y grabador italiano (f. 2006).
- 10 de agosto: Carlos Humberto Toledo, futbolista y entrenador guatemalteco (f. 1980).
- 11 de agosto: Ginette Neveu, violinista francesa (f. 1949).
- 18 de agosto: Roberto Clemente, beisbolista puertorriqueño (f. 1972).
- 19 de agosto: Joaquín Soler Serrano, periodista, locutor y presentador de televisión español (f. 2010).
- 22 de agosto: Juan Manuel Rodríguez (v.)
- 25 de agosto: George Wallace, político estadounidense (f. 1998).
- 27 de agosto: Paco Jamandreu, diseñador y actor argentino (f. 1995).
- 27 de agosto: Haydée Vallino de Lemos, activista de derechos humanos argentina (f. 2020).

### Septiembre
- 2 de septiembre: Luz Méndez de la Vega, escritora, periodista, actriz y poetisa guatemalteca (f. 2012).
- 8 de septiembre: Paco Puertas, pintor español (f. 2012).
- 15 de septiembre: Fausto Coppi, ciclista italiano (f. 1960).
- 19 de septiembre: Tom Ebbert, trombonista estadounidense de jazz (f. 2013).
- 21 de septiembre: Mario Bunge, filósofo argentino (f. 2020).
- 24 de septiembre: Francisco García Pavón, escritor español (f. 1989).
- 26 de septiembre: Matilde Camus, poetisa española (f. 2012).
- 29 de septiembre: Roque Carranza, político, dirigente estudiantil reformista, ingeniero y economista argentino (f. 1986), miembro de la Unión Cívica Radical; a los 33 años perpetró el atentado terrorista de la Plaza de Mayo de 1953; el presidente radical Raúl Alfonsín lo premió nombrándolo ministro de Defensa y ministro de Obras Públicas.

### Octubre
- 3 de octubre: James M. Buchanan, economista estadounidense (f. 2013).
- 10 de octubre: José Luis Hidalgo, poeta español (f. 1947).
- 12 de octubre: André Casanova, compositor francés (f. 2009).
- 13 de octubre: Mary Carrillo, actriz española (f. 2009).
- 18 de octubre: Pierre Trudeau, primer ministro canadiense (f. 2000).
- 22 de octubre: Doris Lessing, escritora británica. (f. 2013).
- 26 de octubre: Mohammad Reza Pahlevi, gobernante iraní (f. 1980).

### Noviembre
- 1 de noviembre: Hermann Bondi, físico y matemático austriaco (f. 2005).
- 4 de noviembre: Martin Balsam, actor estadounidense (f. 1996).
- 4 de noviembre: Carlos Velasco Pérez, escritor, historiador y periodista mexicano (f. 2004).
- 4 de noviembre: Eric Thompson, piloto de automovilismo británico (f. 2015).
- 10 de noviembre: Mijaíl Kaláshnikov, militar y diseñador de armas soviético (f. 2013).
- 10 de noviembre: José María Caffarel, actor español (f. 1999).
- 15 de noviembre: Concepción Zendrera Tomás, editora y traductora española (f. 2020).
- 17 de noviembre: Raimundo Chela, matemático venezolano (f. 1984).
- 20 de noviembre: Gregorio Weinberg, escritor, historiador, editor y educador argentino (f. 2006).
- 22 de noviembre: Carlos Manuel Rodríguez Santiago, teólogo y beato puertorriqueño (f. 1963).
- 23 de noviembre: Mario Montilles, actor chileno (f. 2012).
- 23 de noviembre: Cláudio Santoro, compositor brasileño (f. 1989).

### Diciembre
- 2 de diciembre: Ruy Barbosa Popolizio, agrónomo chileno (f. 2014).
- 2 de diciembre: Álvaro Carrillo, cantante y compositor mexicano de boleros (f. 1969).
- 5 de diciembre: Guido Gorgatti, actor argentino de origen italiano (f. 2023).
- 10 de diciembre: Sesto Bruscantini, bajo y barítono italiano (f. 2003).
- 10 de diciembre: Alexander Courage, compositor estadounidense (f. 2008).
- 10 de diciembre: Esther Forero, cantante colombiana (f. 2011).
- 10 de diciembre: Vicentico Valdés, cantante cubano (f. 1995).
- 13 de diciembre: Alceu Ribeiro, pintor, escultor y muralista uruguayo (f. 2013).
- 24 de diciembre: Pierre Soulages pintor francés (f.2022).
- 30 de diciembre: Homer Groening, cineasta estadounidense. (f. 1996).

### Sin fecha conocida
- María Luisa Artecona de Thompson, escritora paraguaya..(f.2003)
- Bapu Sahib, político y virrey indio.

## Fallecimientos
- 6 de enero: Theodore Roosevelt, 26.º presidente estadounidense (n. 1858).
- 15 de enero: Karl Liebknecht, político y dirigente socialista alemán (n. 1871).
- 15 de enero: Rosa Luxemburgo, activista y revolucionaria alemana (n. 1870).
- 15 de enero: Fidel Cano, escritor, periodista y político colombiano, fundador del diario El Espectador (n. 1854).
- 3 de febrero: Edward Charles Pickering, astrónomo estadounidense (n. 1846).
- 14 de marzo: León Guruciaga, maestro, periodista y escritor argentino de origen vasco (n. 1848).
- 10 de abril: Emiliano Zapata, revolucionario mexicano (n. 1873).[3]
- 4 de abril: Francisco Marto, pastor portugués, vidente de la Virgen de Fátima (n. 1908).
- 14 de mayo: Henry John Heinz, empresario estadounidense (n. 1844).
- 17 de mayo: José Santos Zelaya, presidente nicaragüense (n. 1853).
- 24 de mayo: Amado Nervo, poeta mexicano (n. 1870).
- 4 de junio: Augusto González Besada, político español (n. 1865).
- 10 de junio: Medardo Ángel Silva, poeta ecuatoriano (n. 1898).
- 29 de junio: José Gregorio Hernández, médico venezolano (n. 1864).
- 30 de junio: John William Strutt, físico británico, premio nobel de física en 1904 (n. 1842).
- 15 de julio: Hermann Emil Fischer, químico alemán, premio nobel de química en 1902 (n. 1852).
- 19 de julio: Walter Brack, nadador alemán (n. 1880).
- 19 de julio: Marcelino García Flamenco (30), maestro salvadoreño quemado vivo por la dictadura de Pelico Tinoco (n. 1888).
- 9 de agosto: Ernst Haeckel, naturalista y filósofo alemán (n. 1834).
- 9 de agosto: Ruggiero Leoncavallo, compositor italiano (n. 1857).
- 11 de agosto: Andrew Carnegie, industrial y filántropo escocés-estadounidense (n. 1835).
- 12 de septiembre: Leonid Andréyev, escritor ruso (n. 1871).
- 2 de octubre: Victorino de la Plaza, presidente de Argentina entre 1914 y 1916 (n. 1840).
- 6 de octubre: Ricardo Palma, escritor peruano (n. 1833).
- 13 de octubre: Karl Adolph Gjellerup, dramaturgo y novelista danés, premio nobel de literatura en 1917 (n. 1857).
- 2 de noviembre: Abraham Valdelomar, periodista y escritor peruano (n. 1888).
- 15 de noviembre: Alfred Werner, químico suizo, premio nobel de química en 1913 (n. 1866).
- 22 de noviembre: Francisco Pascasio Moreno, científico, naturalista y explorador argentino (n. 1852).
- 26 de noviembre: Felipe Ángeles, militar mexicano (n. 1868).
- 3 de diciembre: Pierre-Auguste Renoir, pintor francés (n. 1841).

## Premios Nobel
- Física: Johannes Stark.
- Química: destinado al fondo especial de esta sección del premio.
- Medicina: Jules Bordet.
- Literatura: Carl Spitteler.
- Paz: Woodrow Wilson.